# CESA Developers Conference
Le CESA Developers Conference (CEDEC) est un séminaire organisé chaque année depuis 1999 au Japon par la Computer Entertainment Supplier's Association à destination des développeurs de jeux vidéo de l'archipel. Courant généralement sur 3 jours, ce séminaire se caractérise par un très grand nombre de conférences (89 en 2007, 94 en 2008) en grande majorité orientées sur la programmation (avec des spécialisations CG, IA, réseau, son, portables, etc.), mais également sur le game-design, l'art et le business.
Si la grande majorité des conférenciers sont japonais, on peut tout de même noté la participation de grands noms internationaux de l'industrie comme NVidia (très présent étant sponsor de l'évènement), Electronic Arts, Bungie ou encore Epic Games.
| Année | Date           | Conférences |
| ----- | -------------- | ----------- |
| 1999  |                |             |
| 2000  |                |             |
| 2001  | 4 au 6 sept.   | 33          |
| 2002  | 11 au 12 sept. | 34          |
| 2003  | 4 au 5 sept.   |             |
| 2004  | 6 au 8 sept.   |             |
| 2005  | 29 au 31 août  |             |
| 2006  |                |             |
| 2007  | 26 au 28 sep.  | 89          |
| 2008  | 9 au 11 sep.   | 94          |
| 2009  |                |             |

## CEDEC Awards
Les CEDEC Awards, remis par la Computer Entertainment Supplier's Association, récompensent les développeurs ayant participé à l'essor du jeu vidéo au Japon.
Prix de CEDEC Awards 2008 :
- Prix « programmation et système de développement » : MT Framework, le moteur de jeu de la compagnie Capcom, utilisé notamment pour les jeux Lost Planet et Dead Rising ;
- Prix « art visuel » : Ico de Sony Computer Entertainment ;
- Prix « game design » : La série Super Mario Bros. de Nintendo ;
- Prix « son » : La série The Legend of Zelda de Nintendo ;
- Prix spécial : Shigeru Miyamoto pour l'ensemble de son œuvre.